# 何建波
何建波（1965年7月—），男，汉族，安徽太湖人，中国化学会理事，现任合肥工业大学教授、博士生导师。

## 生平
1985年7月毕业于安徽师范大学化学系，1991年1月于合肥工业大学应用化学专业获工学硕士学位，2007年5月于中国科学技术大学分析化学专业获理学博士学位。1985年7月进入合肥工业大学工作，历任助教、讲师、副教授、教授。2001年起，历任合肥工业大学应用化学系主任、化学工程学院副院长，合肥工业大学图书馆馆长，化学与化工学院执行院长。现任合肥工业大学化学与化工学院教授、动力电池绿色制造安徽省重点实验室主任。
主要从事能源电化学、材料电化学、双极电化学、电化学微反应器领域的研究工作。主持承担国家自然科学基金面上项目、国家自然科学基金应急管理项目、企业合作项目等课题多项，曾获安徽省科学技术奖一等奖1项、二等奖1项、三等奖3项，获安徽省教学成果奖特等奖1项、一等奖1项。
主要学术兼职有：中国化学会理事，中国化工学会理事，中国化工学会化工新材料专家委员会委员，安徽省化工学会副理事长。